# Liste des joueurs du Racing Club de Bruxelles
Cette liste reprend les 214 joueurs de football qui ont évolué au Racing Club de Bruxelles depuis la fondation du club.
- Haut – A
- B
- C
- D
- E
- F
- G
- H
- I
- J
- K
- L
- M
- N
- O
- P
- Q
- R
- S
- T
- U
- V
- W
- X
- Y
- Z

## A
| Joueur            | Nationalité | Position  | Date de naissance | Période(s) | Matches (dont D1) | Buts | Jaunes | Rouges |
| ----------------- | ----------- | --------- | ----------------- | ---------- | ----------------- | ---- | ------ | ------ |
| Émile Andrieu     | Belgique    | Défenseur | 1/02/1881         | 1900-1913  | 0 (0)             | 0    | 0      | 0      |
| Josephus Anthonis | Belgique    | ?         | ?                 | 1954-1955  | 4 (4)             | 0    | 0      | 0      |
| Joseph Antoine    | Belgique    | ?         | ?                 | 1924-1925  | 5 (5)             | 0    | 0      | 0      |
| Marcel Arijs      | Belgique    | ?         | ?                 | 1932-1934  | 0 (0)             | 0    | 0      | 0      |

## B
| Joueur             | Nationalité | Position       | Date de naissance | Période(s) | Matches (dont D1) | Buts | Jaunes | Rouges |
| ------------------ | ----------- | -------------- | ----------------- | ---------- | ----------------- | ---- | ------ | ------ |
| Charles Baete      | Belgique    | ?              | ?                 | 1945-1951  | 0 (0)             | 0    | 0      | 0      |
| Louis Bastin       | Belgique    | ?              | ?                 | 1899-1900  | 1 (1)             | 0    | 0      | 0      |
| Adolphe Becquevort | Belgique    | Attaquant      | 9/05/1891         | 1909-1914  | 0 (0)             | 0    | 0      | 0      |
| Jean Beghin        | Belgique    | ?              | ?                 | 1904-1906  | 0 (0)             | 0    | 0      | 0      |
| Alfred Bertrand    | Belgique    | ?              | 6/12/1919         | 1945-1949  | 0 (0)             | 0    | 0      | 0      |
| Armand Bisschop    | Belgique    | ?              | ?                 | 1913-1914  | 0 (0)             | 0    | 0      | 0      |
| Jean Biston        | Belgique    | ?              | ?                 | 1932-1934  | 0 (0)             | 0    | 0      | 0      |
| Paul Blanchard     | Belgique    | ?              | ?                 | 1902-1903  | 0 (0)             | 0    | 0      | 0      |
| Armand Blindemans  | Belgique    | ?              | ?                 | 1912-1921  | 0 (0)             | 0    | 0      | 0      |
| Henri Blondiau     | Belgique    | ?              | ?                 | 1902-1903  | 0 (0)             | 0    | 0      | 0      |
| Herman Blondiau    | Belgique    | ?              | ?                 | 1903-1904  | 0 (0)             | 0    | 0      | 0      |
| René Bocken        | Belgique    | ?              | ?                 | 1897-1998  | 0 (0)             | 0    | 0      | 0      |
| Fortune Bodart     | Belgique    | ?              | ?                 | 1928-1929  | 0 (0)             | 0    | 0      | 0      |
| Germain Boon       | Belgique    | ?              | ?                 | 1932-1934  | 0 (0)             | 0    | 0      | 0      |
| Henri Boon         | Belgique    | ?              | ?                 | 1895-1996  | 6 (6)             | 3    | 0      | 0      |
| Arthur Bouchain    | Belgique    | ?              | ?                 | 1908-1909  | 1 (1)             | 0    | 0      | 0      |
| Thomas Bouwman     | Belgique    | ?              | ?                 | 1910-1911  | 3 (3)             | 0    | 0      | 0      |
| Fernand Brichant   | Belgique    | Gardien de but | 1/02/1895         | 1920-1922  | 0 (0)             | 0    | 0      | 0      |
| René Buelinckx     | Belgique    | ?              | ?                 | 1954-1960  | 0 (0)             | 0    | 0      | 0      |
| Cyrille Bunyan     | Angleterre  | Attaquant      | 7/11/1893         | 1911-1920  | 0 (0)             | 0    | 0      | 0      |
| Maurice Bunyan     | Angleterre  | Attaquant      | 14/10/1894        | 1909-1923  | 0 (0)             | 0    | 0      | 0      |
| Léon Busschot      | Belgique    | ?              | ?                 | 1919-1930  | 0 (0)             | 0    | 0      | 0      |

## C
| Joueur               | Nationalité | Position  | Date de naissance | Période(s) | Matches (dont D1) | Buts | Jaunes | Rouges |
| -------------------- | ----------- | --------- | ----------------- | ---------- | ----------------- | ---- | ------ | ------ |
| René Carpentier      | Belgique    | ?         | ?                 | 1909-1911  | 0 (0)             | 0    | 0      | 0      |
| Arthur Ceuleers      | Belgique    | Attaquant | 28/02/1916        | 1945-1951  | 0 (0)             | 0    | 0      | 0      |
| Henri Chaerels       | Belgique    | ?         | ?                 | 1920-1921  | 7 (7)             | 1    | 0      | 0      |
| François Charlier    | Belgique    | ?         | ?                 | 1945-1946  | 2 (2)             | 1    | 0      | 0      |
| Paul Chibert         | Belgique    | ?         | ?                 | 1897-1906  | 0 (0)             | 0    | 0      | 0      |
| Pierre Chibert       | Belgique    | ?         | ?                 | 1896-1900  | 0 (0)             | 0    | 0      | 0      |
| Edmond Christiaens   | Belgique    | ?         | ?                 | 1906-1907  | 0 (0)             | 0    | 0      | 0      |
| François Christiaens | Belgique    | ?         | ?                 | 1919-1920  | 0 (0)             | 0    | 0      | 0      |
| Jean Christiaens     | Belgique    | ?         | ?                 | 1913-1914  | 0 (0)             | 0    | 0      | 0      |
| Jean Claessens       | Belgique    | ?         | 18/06/1908        | 1942-1943  | 0 (0)             | 0    | 0      | 0      |
| William Claxton      | Angleterre  | ?         | ?                 | 1896-1997  | 4 (4)             | 3    | 0      | 0      |
| Paul Coeckelberg     | Belgique    | ?         | ?                 | 1924-1925  | 0 (0)             | 0    | 0      | 0      |
| Jean-Baptiste Coenen | Belgique    | ?         | 15/04/1924        | 1947-1951  | 0 (0)             | 0    | 0      | 0      |
| Paul Collart         | Belgique    | ?         | ?                 | 1895-1901  | 0 (0)             | 0    | 0      | 0      |
| Jacques Collignon    | Belgique    | ?         | ?                 | 1919-1927  | 0 (0)             | 0    | 0      | 0      |
| Émile Coppée         | Belgique    | ?         | ?                 | 1900-1901  | 1 (1)             | 0    | 0      | 0      |
| Charles Cornforth    | Belgique    | ?         | ?                 | 1895-1998  | 0 (0)             | 0    | 0      | 0      |
| Victor Crozaz        | Belgique    | ?         | ?                 | 1920-1921  | 0 (0)             | 0    | 0      | 0      |

## D
| Joueur                    | Nationalité | Position          | Date de naissance | Période(s) | Matches (dont D1) | Buts | Jaunes | Rouges |
| ------------------------- | ----------- | ----------------- | ----------------- | ---------- | ----------------- | ---- | ------ | ------ |
| Roger Dantinne            | Belgique    | ?                 | ?                 | 1945-1946  | 0 (0)             | 0    | 0      | 0      |
| Robert Dassel             | Belgique    | ?                 | ?                 | 1901-1902  | 1 (1)             | 1    | 0      | 0      |
| Paul Daumerie             | Belgique    | ?                 | ?                 | 1906-1910  | 0 (0)             | 0    | 0      | 0      |
| François De Baerdemaecker | Belgique    | ?                 | ?                 | 1927-1928  | 4 (4)             | 0    | 0      | 0      |
| Jules De Becker           | Belgique    | ?                 | ?                 | 1895-1998  | 0 (0)             | 0    | 0      | 0      |
| Jean De Bie               | Belgique    | Gardien de but    | 9/05/1892         | 1919-1934  | 0 (0)             | 0    | 0      | 0      |
| Théodore De Boeck         | Belgique    | ?                 | ?                 | 1920-1925  | 0 (0)             | 0    | 0      | 0      |
| Karel De Borger           | Belgique    | ?                 | ?                 | 1951-1954  | 0 (0)             | 0    | 0      | 0      |
| Charles De Brabanter      | Belgique    | ?                 | ?                 | 1911-1912  | 0 (0)             | 0    | 0      | 0      |
| Albert De Bruyne          | Belgique    | ?                 | ?                 | 1945-1949  | 0 (0)             | 0    | 0      | 0      |
| Philippe De Bue           | Belgique    | ?                 | ?                 | 1919-1920  | 6 (6)             | 0    | 0      | 0      |
| Albert De Buyst           | Belgique    | ?                 | ?                 | 1951-1952  | 4 (4)             | 0    | 0      | 0      |
| Maurice De Coster         | Belgique    | Milieu de terrain | 20/04/1890        | 1912-1914  | 0 (0)             | 0    | 0      | 0      |
| Jean De Drijver           | Belgique    | ?                 | 9/02/1933         | 1959-1960  | 0 (0)             | 0    | 0      | 0      |
| Pierre De Greef           | Belgique    | ?                 | ?                 | 1926-1930  | 0 (0)             | 0    | 0      | 0      |
| Robert De Keyzer          | Belgique    | ?                 | ?                 | 1933-1934  | 1 (1)             | 0    | 0      | 0      |
| José De Machimbarrena     | Belgique    | ?                 | ?                 | 1909-1910  | 1 (1)             | 0    | 0      | 0      |
| Jacques De Mol            | Belgique    | Gardien de but    | 13/10/1932        | 1951-1961  | 0 (0)             | 0    | 0      | 0      |
| Armand De Pauw            | Belgique    | ?                 | ?                 | 1938-1943  | 0 (0)             | 0    | 0      | 0      |
| Jean-Baptiste De Veen     | Belgique    | ?                 | ?                 | 1920-1926  | 5 (5)             | 1    | 0      | 0      |
| René De Visscher          | Belgique    | ?                 | 28/12/1910        | 1940-1942  | 0 (0)             | 0    | 0      | 0      |
| Maurice De Vylder         | Belgique    | ?                 | ?                 | 1904-1905  | 2 (2)             | 0    | 0      | 0      |
| Jean De Wint              | Belgique    | ?                 | ?                 | 1923-1930  | 0 (0)             | 0    | 0      | 0      |
| René De Zutter            | Belgique    | ?                 | ?                 | 1951-1952  | 0 (0)             | 0    | 0      | 0      |
| Jean Decoen               | Belgique    | ?                 | ?                 | 1904-1911  | 0 (0)             | 0    | 0      | 0      |
| René Decoux               | Belgique    | Gardien de but    | 22/07/1881        | 1909-1911  | 0 (0)             | 0    | 0      | 0      |
| Henri Dedecker            | Belgique    | ?                 | ?                 | 1898-1906  | 0 (0)             | 0    | 0      | 0      |
| Fernand Defalle           | Belgique    | Gardien de but    | ?                 | 1905-1910  | 0 (0)             | 0    | 0      | 0      |
| Henri Delalieu            | Belgique    | ?                 | ?                 | 1903-1904  | 0 (0)             | 0    | 0      | 0      |
| René Delalieux            | Belgique    | ?                 | ?                 | 1912-1913  | 0 (0)             | 0    | 0      | 0      |
| Roger Deller              | Belgique    | ?                 | ?                 | 1949-1950  | 7 (7)             | 0    | 0      | 0      |
| Albert Delvaux            | Belgique    | ?                 | ?                 | 1928-1930  | 0 (0)             | 0    | 0      | 0      |
| Désiré Denayer            | Belgique    | ?                 | ?                 | 1919-1920  | 5 (5)             | 1    | 0      | 0      |
| Jean-Pierre Depauw        | Belgique    | ?                 | ?                 | 1949-1955  | 0 (0)             | 0    | 0      | 0      |
| Pierre-Joseph Destrebecq  | Belgique    | Attaquant         | 18/06/1881        | 1906-1908  | 0 (0)             | 0    | 0      | 0      |
| François Deveen           | Belgique    | ?                 | ?                 | 1923-1929  | 0 (0)             | 0    | 0      | 0      |
| Gaston Devillers          | Belgique    | ?                 | ?                 | 1947-1948  | 1 (1)             | 0    | 0      | 0      |
| Henri Devuyst             | Belgique    | ?                 | ?                 | 1902-1903  | 1 (1)             | 0    | 0      | 0      |
| Dyonisius Dewin           | Belgique    | ?                 | ?                 | 1945-1955  | 0 (0)             | 0    | 0      | 0      |
| Julien Diamant            | Belgique    | ?                 | 15/06/1920        | 1937-1944  | 25 (25)           | 15   | 0      | 0      |
| Ernest Dieu               | Belgique    | ?                 | ?                 | 1903-1904  | 0 (0)             | 0    | 0      | 0      |
| Fernand Dieu              | Belgique    | ?                 | ?                 | 1902-1904  | 0 (0)             | 0    | 0      | 0      |
| Raymond Divort            | Belgique    | ?                 | ?                 | 1933-1934  | 3 (3)             | 0    | 0      | 0      |
| Karl Doeckel              | Belgique    | ?                 | ?                 | 1905-1906  | 1 (1)             | 0    | 0      | 0      |
| Léopold Dua               | Belgique    | ?                 | 9/07/1909         | 1938-1943  | 0 (0)             | 0    | 0      | 0      |
| Edgard Dubois             | Belgique    | ?                 | ?                 | 1911-1913  | 0 (0)             | 0    | 0      | 0      |
| Frans Dubois              | Belgique    | ?                 | ?                 | 1926-1927  | 2 (2)             | 0    | 0      | 0      |
| Jean-Jacques Dubois       | Belgique    | ?                 | ?                 | 1954-1955  | 0 (0)             | 0    | 0      | 0      |
| Paul Dubois               | Belgique    | ?                 | ?                 | 1954-1955  | 5 (5)             | 0    | 0      | 0      |
| André Duchene             | Belgique    | ?                 | ?                 | 1949-1950  | 0 (0)             | 0    | 0      | 0      |

## E
| Joueur         | Nationalité | Position | Date de naissance | Période(s) | Matches (dont D1) | Buts | Jaunes | Rouges |
| -------------- | ----------- | -------- | ----------------- | ---------- | ----------------- | ---- | ------ | ------ |
| Mattie Estevez | Belgique    | ?        | ?                 | 1905-1907  | 0 (0)             | 0    | 0      | 0      |
| Jules Evers    | Belgique    | ?        | ?                 | 1898-1905  | 0 (0)             | 0    | 0      | 0      |

## F
| Joueur            | Nationalité | Position  | Date de naissance | Période(s) | Matches (dont D1) | Buts | Jaunes | Rouges |
| ----------------- | ----------- | --------- | ----------------- | ---------- | ----------------- | ---- | ------ | ------ |
| Gustaaf Faes      | Belgique    | ?         | ?                 | 1953-1956  | 0 (0)             | 0    | 0      | 0      |
| Eduard Fauconnier | Belgique    | ?         | 27/05/1920        | 1945-1952  | 0 (0)             | 0    | 0      | 0      |
| Carl Feye         | Belgique    | ?         | ?                 | 1906-1908  | 0 (0)             | 0    | 0      | 0      |
| Marcel Feye       | Belgique    | ?         | 8/03/1883         | 1900-1904  | 0 (0)             | 0    | 0      | 0      |
| René Feye         | Belgique    | ?         | 8/08/1881         | 1900-1905  | 0 (0)             | 0    | 0      | 0      |
| Roger Fischlin    | Belgique    | ?         | ?                 | 1911-1912  | 0 (0)             | 0    | 0      | 0      |
| Joseph Francken   | Belgique    | ?         | ?                 | 1945-1948  | 0 (0)             | 0    | 0      | 0      |
| Achille Francois  | Belgique    | ?         | ?                 | 1942-1949  | 0 (0)             | 0    | 0      | 0      |
| François Frerie   | Belgique    | ?         | ?                 | 1949-1957  | 0 (0)             | 0    | 0      | 0      |
| Victor Frerie     | Belgique    | ?         | ?                 | 1926-1934  | 0 (0)             | 0    | 0      | 0      |
| Carl Freusberg    | Belgique    | Défenseur | ?                 | 1911-1920  | 0 (0)             | 0    | 0      | 0      |
| Louis Froment     | Belgique    | ?         | ?                 | 1948-1952  | 0 (0)             | 0    | 0      | 0      |

## G
| Joueur                    | Nationalité | Position          | Date de naissance | Période(s) | Matches (dont D1) | Buts | Jaunes | Rouges |
| ------------------------- | ----------- | ----------------- | ----------------- | ---------- | ----------------- | ---- | ------ | ------ |
| Jean-Pierre Genus         | Belgique    | ?                 | 9/09/1924         | 1945-1955  | 0 (0)             | 0    | 0      | 0      |
| Kurt Gericke              | Belgique    | ?                 | ?                 | 1910-1911  | 18 (18)           | 7    | 0      | 0      |
| Marcel Geysen             | Belgique    | ?                 | 8/09/1919         | 1949-1950  | 0 (0)             | 0    | 0      | 0      |
| Raymond Goethals          | Belgique    | Gardien de but    | 7/10/1921         | 1949-1952  | 0 (0)             | 0    | 0      | 0      |
| Max Goffin                | Belgique    | ?                 | ?                 | 1909-1910  | 1 (1)             | 0    | 0      | 0      |
| Fernand Goossens          | Belgique    | Milieu de terrain | 21/11/1888        | 1907-1911  | 0 (0)             | 0    | 0      | 0      |
| Maurice Goossens          | Belgique    | ?                 | ?                 | 1903-1905  | 0 (0)             | 0    | 0      | 0      |
| Marcel Goulard            | Belgique    | ?                 | ?                 | 1929-1934  | 0 (0)             | 0    | 0      | 0      |
| Emile Grauls              | Belgique    | ?                 | ?                 | 1912-1914  | 0 (0)             | 0    | 0      | 0      |
| Alfred Greeneway          | Belgique    | ?                 | ?                 | 1927-1934  | 0 (0)             | 0    | 0      | 0      |
| Francis Grenier           | Belgique    | ?                 | 25/02/1937        | 1957-1960  | 0 (0)             | 0    | 0      | 0      |
| Charles Atkinson Grimshaw | Angleterre  | Attaquant         | ?                 | 1899-1905  | 0 (0)             | 0    | 0      | 0      |
| Gustave Groslot           | Belgique    | ?                 | ?                 | 1912-1913  | 0 (0)             | 0    | 0      | 0      |
| Theofiel Guelton          | Belgique    | ?                 | ?                 | 1933-1934  | 1 (1)             | 0    | 0      | 0      |

## H
| Joueur            | Nationalité | Position       | Date de naissance | Période(s)           | Matches (dont D1) | Buts | Jaunes | Rouges |
| ----------------- | ----------- | -------------- | ----------------- | -------------------- | ----------------- | ---- | ------ | ------ |
| André Hageman     | Belgique    | ?              | ?                 | 1929-1934            | 0 (0)             | 0    | 0      | 0      |
| Leslie Hale       | Belgique    | ?              | ?                 | 1921-1925            | 0 (0)             | 0    | 0      | 0      |
| Paul Hauman       | Belgique    | ?              | 13/08/1882        | 1904-1910            | 0 (0)             | 0    | 0      | 0      |
| Emiel Hendrickx   | Belgique    | ?              | ?                 | 1933-1934            | 9 (9)             | 0    | 0      | 0      |
| Victor Hendrickx  | Belgique    | ?              | ?                 | 1942-1943            | 10 (10)           | 0    | 0      | 0      |
| Georges Heris     | Belgique    | ?              | ?                 | 1919-1920            | 2 (2)             | 0    | 0      | 0      |
| Gregory Hogg      | Belgique    | ?              | ?                 | 1912-1913            | 8 (8)             | 5    | 0      | 0      |
| Geert Holtz       | Belgique    | ?              | ?                 | 1896-1997            | 4 (4)             | 0    | 0      | 0      |
| Georges Hommez    | Belgique    | ?              | ?                 | 1920-1921            | 5 (5)             | 1    | 0      | 0      |
| Kenneth Hopkinson | Belgique    | ?              | ?                 | 1945-1947            | 0 (0)             | 0    | 0      | 0      |
| Max Houben        | Belgique    | ?              | ?                 | 1929-1930            | 0 (0)             | 0    | 0      | 0      |
| Gaston Hubin      | Belgique    | Défenseur      | 11/07/1886        | 1902-1907, 1912-1923 | 0 (0)             | 0    | 0      | 0      |
| Robert Hustin     | Belgique    | Gardien de but | 13/10/1886        | 1903-1910            | 0 (0)             | 0    | 0      | 0      |
| Georges Huygens   | Belgique    | ?              | ?                 | 1909-1911            | 0 (0)             | 0    | 0      | 0      |

## I
| Joueur        | Nationalité | Position | Date de naissance | Période(s) | Matches (dont D1) | Buts | Jaunes | Rouges |
| ------------- | ----------- | -------- | ----------------- | ---------- | ----------------- | ---- | ------ | ------ |
| Edmond Impens | Belgique    | ?        | ?                 | 1895-1996  | 2 (2)             | 0    | 0      | 0      |
| Gaston Ithier | Belgique    | ?        | ?                 | 1897-1898  | 0 (0)             | 0    | 0      | 0      |

## J
| Joueur               | Nationalité | Position          | Date de naissance | Période(s) | Matches (dont D1) | Buts | Jaunes | Rouges |
| -------------------- | ----------- | ----------------- | ----------------- | ---------- | ----------------- | ---- | ------ | ------ |
| Antoine Jacobs       | Belgique    | ?                 | ?                 | 1913-1914  | 2 (2)             | 0    | 0      | 0      |
| Julius Jacobs        | Belgique    | ?                 | 24/09/1918        | 1942-1943  | 0 (0)             | 0    | 0      | 0      |
| Léon Jacquemin       | Belgique    | ?                 | ?                 | 1913-1914  | 1 (1)             | 0    | 0      | 0      |
| Sébastien Jacquemyns | Belgique    | Milieu de terrain | 25/06/1929        | 1946-1952  | 0 (0)             | 0    | 0      | 0      |
| Guillaume Jeanen     | Belgique    | ?                 | ?                 | 1942-1947  | 0 (0)             | 0    | 0      | 0      |
| Jean Jodart          | Belgique    | ?                 | ?                 | 1919-1930  | 0 (0)             | 0    | 0      | 0      |
| Charles Jooris       | Belgique    | Attaquant         | ?                 | 1921-1927  | 0 (0)             | 0    | 0      | 0      |

## K
| Joueur                | Nationalité | Position  | Date de naissance | Période(s) | Matches (dont D1) | Buts | Jaunes | Rouges |
| --------------------- | ----------- | --------- | ----------------- | ---------- | ----------------- | ---- | ------ | ------ |
| Yvan Kegelart         | Belgique    | ?         | ?                 | 1952-1955  | 8 (8)             | 0    | 0      | 0      |
| Charles Keppens       | Belgique    | ?         | ?                 | 1932-1934  | 0 (0)             | 0    | 0      | 0      |
| Robert Kestermont     | Belgique    | ?         | ?                 | 1933-1934  | 4 (4)             | 0    | 0      | 0      |
| Pierre Kleinermans    | Belgique    | ?         | ?                 | 1919-1924  | 0 (0)             | 0    | 0      | 0      |
| Guillaume Koekelkoren | Belgique    | ?         | ?                 | 1928-1934  | 0 (0)             | 0    | 0      | 0      |
| Franz König           | Belgique    | Attaquant | 7/05/1874         | 1895-1906  | 0 (0)             | 0    | 0      | 0      |

## L
| Joueur                | Nationalité | Position       | Date de naissance | Période(s) | Matches (dont D1) | Buts | Jaunes | Rouges |
| --------------------- | ----------- | -------------- | ----------------- | ---------- | ----------------- | ---- | ------ | ------ |
| Willy Lambert         | Belgique    | ?              | 20/06/1936        | 1953-1954  | 0 (0)             | 0    | 0      | 0      |
| Jules Lavigne         | Belgique    | Défenseur      | 10/01/1901        | 1919-1938  | 0 (0)             | 0    | 0      | 0      |
| Alexandre Ledoux      | Belgique    | ?              | ?                 | 1904-1909  | 0 (0)             | 0    | 0      | 0      |
| Walter Ledoux         | Belgique    | ?              | ?                 | 1904-1909  | 0 (0)             | 0    | 0      | 0      |
| Albert Lefevre        | Belgique    | ?              | ?                 | 1932-1934  | 0 (0)             | 0    | 0      | 0      |
| Henri Leroy           | Belgique    | Gardien de but | 12/12/1887        | 1907-1909  | 0 (0)             | 0    | 0      | 0      |
| François Lesouple     | Belgique    | ?              | ?                 | 1919-1933  | 0 (0)             | 0    | 0      | 0      |
| Bernard Leyn          | Belgique    | ?              | ?                 | 1919-1920  | 8 (8)             | 1    | 0      | 0      |
| René Linon            | Belgique    | ?              | ?                 | 1900-1901  | 0 (0)             | 0    | 0      | 0      |
| Jean Loeckx           | Belgique    | Gardien de but | ?                 | 1942-1952  | 0 (0)             | 0    | 0      | 0      |
| Étienne Longfils      | Belgique    | ?              | 28/01/1933        | 1960-1961  | 0 (0)             | 0    | 0      | 0      |
| Florentinus Luypaerts | Belgique    | ?              | 18/10/1931        | 1955-1958  | 20 (0)            | 0    | 0      | 0      |

## M
| Joueur                 | Nationalité | Position          | Date de naissance | Période(s) | Matches (dont D1) | Buts | Jaunes | Rouges |
| ---------------------- | ----------- | ----------------- | ----------------- | ---------- | ----------------- | ---- | ------ | ------ |
| Georges Mathot         | Belgique    | Milieu de terrain | 26/02/1886        | 1903-1908  | 0 (0)             | 0    | 0      | 0      |
| Jules Mayné            | Belgique    | Gardien de but    | 15/08/1892        | 1910-1914  | 0 (0)             | 0    | 0      | 0      |
| Albert Mettens         | Belgique    | Attaquant         | 8/02/1912         | 1937-1939  | 0 (0)             | 0    | 0      | 0      |
| Lucien-Julien Michiels | Belgique    | ?                 | ?                 | 1942-1961  | 0 (0)             | 0    | 0      | 0      |
| Jacques Moeschal       | Belgique    | Attaquant         | 6/09/1900         | 1919-1936  | 0 (0)             | 0    | 0      | 0      |

## N
| Joueur       | Nationalité | Position          | Date de naissance | Période(s) | Matches (dont D1) | Buts | Jaunes | Rouges |
| ------------ | ----------- | ----------------- | ----------------- | ---------- | ----------------- | ---- | ------ | ------ |
| Joseph Notte | Belgique    | ?                 | ?                 | 1920-1923  | 0 (0)             | 0    | 0      | 0      |
| Camille Nys  | Belgique    | Milieu de terrain | 9/05/1888         | 1911-1912  | 0 (0)             | 0    | 0      | 0      |
| Gaston Nys   | Belgique    | ?                 | ?                 | 1928-1930  | 0 (0)             | 0    | 0      | 0      |

## P
| Joueur             | Nationalité | Position          | Date de naissance | Période(s) | Matches (dont D1) | Buts | Jaunes | Rouges |
| ------------------ | ----------- | ----------------- | ----------------- | ---------- | ----------------- | ---- | ------ | ------ |
| Désiré Paternoster | Belgique    | Attaquant         | 21/01/1887        | 1911-1913  | 0 (0)             | 0    | 0      | 0      |
| François Peeraer   | Belgique    | Milieu de terrain | 15/02/1913        | 1937-1944  | 0 (0)             | 0    | 0      | 0      |
| Jean Petersborg    | Belgique    | ?                 | ?                 | 1952-1955  | 0 (0)             | 0    | 0      | 0      |
| François Petit     | Belgique    | ?                 | ?                 | 1926-1934  | 0 (0)             | 0    | 0      | 0      |
| Pierre Philips     | Belgique    | ?                 | 17/02/1930        | 1955-1961  | 0 (0)             | 0    | 0      | 0      |
| Roger Piérard      | Belgique    | Défenseur         | 28/08/1887        | 1903-1904  | 0 (0)             | 0    | 0      | 0      |
| Antoine Puttaert   | Belgique    | ?                 | 25/10/1919        | 1949-1952  | 0 (0)             | 0    | 0      | 0      |

## Q
| Joueur             | Nationalité | Position  | Date de naissance | Période(s) | Matches (dont D1) | Buts | Jaunes | Rouges |
| ------------------ | ----------- | --------- | ----------------- | ---------- | ----------------- | ---- | ------ | ------ |
| Maurice Quaghebeur | Belgique    | Attaquant | 2/04/1911         | 1934-1939  | 0 (0)             | 0    | 0      | 0      |
| Georges Quéritet   | Belgique    | Attaquant | ?                 | 1903-1905  | 0 (0)             | 0    | 0      | 0      |
| Pierre Quickels    | Belgique    | ?         | ?                 | ?          | 0 (0)             | 0    | 0      | 0      |

## R
| Joueur            | Nationalité | Position  | Date de naissance | Période(s) | Matches (dont D1) | Buts | Jaunes | Rouges |
| ----------------- | ----------- | --------- | ----------------- | ---------- | ----------------- | ---- | ------ | ------ |
| Hector Raemaekers | Belgique    | Défenseur | 8/09/1883         | 1902-1920  | 0 (0)             | 0    | 0      | 0      |
| Robert Resch      | Belgique    | ?         | ?                 | 1908-1909  | 0 (0)             | 0    | 0      | 0      |
| Pierre Rossel     | Belgique    | ?         | ?                 | 1912-1913  | 0 (0)             | 0    | 0      | 0      |
| Jacques Ruth      | Belgique    | ?         | ?                 | 1922-1924  | 0 (0)             | 0    | 0      | 0      |

## S
| Joueur            | Nationalité | Position  | Date de naissance | Période(s) | Matches (dont D1) | Buts | Jaunes | Rouges |
| ----------------- | ----------- | --------- | ----------------- | ---------- | ----------------- | ---- | ------ | ------ |
| Jules Soetewey    | Belgique    | ?         | 5/03/1927         | 1954-1955  | 0 (0)             | 0    | 0      | 0      |
| Jacques Sterckval | Belgique    | Défenseur | 9/08/1884         | 1902-1912  | 0 (0)             | 0    | 0      | 0      |

## T
| Joueur          | Nationalité | Position          | Date de naissance | Période(s) | Matches (dont D1) | Buts | Jaunes | Rouges |
| --------------- | ----------- | ----------------- | ----------------- | ---------- | ----------------- | ---- | ------ | ------ |
| Julien Testaert | Belgique    | ?                 | ?                 | 1948-1952  | 0 (0)             | 0    | 0      | 0      |
| Laurent Theunen | Belgique    | ?                 | ?                 | 1901-1907  | 0 (0)             | 0    | 0      | 0      |
| René Timmermans | Belgique    | ?                 | ?                 | 1945-1955  | 0 (0)             | 0    | 0      | 0      |
| Maurice Tobias  | Belgique    | Milieu de terrain | ?                 | 1901-1902  | 0 (0)             | 0    | 0      | 0      |

## V
| Joueur                 | Nationalité | Position          | Date de naissance | Période(s)          | Matches (dont D1) | Buts | Jaunes | Rouges |
| ---------------------- | ----------- | ----------------- | ----------------- | ------------------- | ----------------- | ---- | ------ | ------ |
| Werner Valckx          | Belgique    | ?                 | 24/07/1937        | 1959-1962           | 0 (0)             | 0    | 0      | 0      |
| Gaston Van Den Bosch   | Belgique    | ?                 | ?                 | 1942-1943           | 0 (0)             | 0    | 0      | 0      |
| Denis Van Den Brande   | Belgique    | ?                 | 4/02/1929         | 1957-1961           | 0 (0)             | 0    | 0      | 0      |
| Pierre Vanhaelewyck    | Belgique    | ?                 | ?                 | 1927-1928,1929-1930 | 0 (0)             | 0    | 0      | 0      |
| Georges Van Hentenryck | Belgique    | ?                 | ?                 | 1924-1925           | 0 (0)             | 0    | 0      | 0      |
| André Van Herpe        | Belgique    | ?                 | 26/11/1933        | 1962-1963           | 0 (0)             | 0    | 0      | 0      |
| Camille Van Hoorden    | Belgique    | Milieu de terrain | ?                 | 1896-1914           | 0 (0)             | 0    | 0      | 0      |
| Louis Van Lens         | Belgique    | ?                 | ?                 | 1927-1930           | 0 (0)             | 0    | 0      | 0      |
| Jozef Van Rompay       | Belgique    | ?                 | 23/12/1929        | 1954-1955           | 0 (0)             | 0    | 0      | 0      |
| Edmond Van Staceghem   | Belgique    | ?                 | ?                 | 1907-1909           | 0 (0)             | 0    | 0      | 0      |
| Emile Van Wemmel       | Belgique    | ?                 | ?                 | 1921-1929           | 0 (0)             | 0    | 0      | 0      |
| Jules Vanbeginne       | Belgique    | ?                 | 23/04/1933        | 1954-1955           | 0 (0)             | 0    | 0      | 0      |
| Guillaume Vandenhouten | Belgique    | ?                 | ?                 | 1919-1930           | 0 (0)             | 0    | 0      | 0      |
| Charles Vandermosten   | Belgique    | ?                 | ?                 | 1942-1948           | 0 (0)             | 0    | 0      | 0      |
| Remy Vandeweyer        | Belgique    | ?                 | 27/07/1928        | 1949-1950           | 0 (0)             | 0    | 0      | 0      |
| Ferdinand Vens         | Belgique    | ?                 | ?                 | 1919-1930           | 0 (0)             | 0    | 0      | 0      |
| Joseph Verhulst        | Belgique    | ?                 | 28/08/1919        | 1948-1949           | 0 (0)             | 0    | 0      | 0      |
| Maurice Vertongen      | Belgique    | Attaquant         | 7/05/1886         | 1905-1909           | 0 (0)             | 0    | 0      | 0      |
| Jef Vliers             | Belgique    | Attaquant         | 18/12/1932        | 1954-1956           | 0 (0)             | 0    | 0      | 0      |
| Fernand Voussure       | Belgique    | Attaquant         | 25/07/1918        | 1942-1955           | 0 (0)             | 0    | 0      | 0      |
| Claude Vreux           | Belgique    | ?                 | ?                 | 1951-1952           | 0 (0)             | 0    | 0      | 0      |

## W
| Joueur                 | Nationalité | Position          | Date de naissance | Période(s) | Matches (dont D1) | Buts | Jaunes | Rouges |
| ---------------------- | ----------- | ----------------- | ----------------- | ---------- | ----------------- | ---- | ------ | ------ |
| Léopold Winnepenninckx | Belgique    | ?                 | ?                 | 1945-1957  | 0 (0)             | 0    | 0      | 0      |
| Alphonse Wright        | Angleterre  | Milieu de terrain | 2/09/1887         | 1904-1927  | 0 (0)             | 0    | 0      | 0      |

### Sources
- (nl) « Liste des joueurs du club », sur Belgian Soccer Database